# Poggio Renatico
Poggio Renatico là một đô thị ở tỉnh Ferrara, vùng Emilia-Romagna của Italia, nằm ở vị trí cách khoảng 30 km về phía đông bắc của Bologna và khoảng 12 km southvề phía tây của Ferrara. Tại thời điểm ngày 31 tháng 12 năm 2004, đô thị này có dân số là 8.077 người và diện tích là 79,8 km².
Đô thị Poggio Renatico có các frazioni (các đơn vị cấp dưới, chủ yếu là các làng) Chiesa Nuova, Coronella, Gallo, và Madonna Boschi.
Poggio Renatico giáp các đô thị: Baricella, Ferrara, Galliera, Malalbergo, Mirabello, Sant'Agostino, Vigarano Mainarda.